# معاهدة سرقسطة
كانت معاهدة سرقسطة، التي يُشار إليها أيضًا باسم استسلام سرقسطة، معاهدة سلام بين إسبانيا والبرتغال وقعّت في 22 أبريل بين جوان الثالث ملك البرتغال وكارلوس الخامس، في مدينة سرقسطة. وحددت المعاهدة مناطق النفوذ الإسباني والبرتغالي في آسيا لحل «مسألة جزر الملوك»، عندما طالبت كلتا المملكتين بتلك الجزر لأنفسها، معتبرين أنها ضمن منطقة استكشافهم المقررة حسب معاهدة تورديسيلاس الموقعة عام 1494. ونشأ الصراع عام 1520، عندما وصلت حملات كلتا المملكتين إلى المحيط الهادئ، حيث لم يكن هناك حد محدد للشرق.

## قضية جزر الملوك
في عام 1494 وقعت إسبانيا والبرتغال معاهدة تورديسيلاس، التي قسمت العالم إلى منطقتي استكشاف واستعمار هما: الإسبانية والبرتغالية. وحددت المعاهدة خط التنصيف في المحيط الأطلسي، حيث كان الجزء الغربي كله تابعًا لإسبانيا والشرقي للبرتغال.
وفي عام 1511 فُتحت ملقا، ثم مركز التجارة الآسيوية، للبرتغاليين على يد ألفونسو دي ألبوكيرك. ومن أجل التعرف على المكان السري المسمى بـ «جزر الملوك» – وعلى جزر باندا الموجودة بجزر الملوك، والتي تعد المصدر الوحيد في العالم لـ جوزة الطيب والـ قرنفل والغرض الرئيسي للسفر في البحر الهندي- أرسل ألفونسو حملة بقيادة أنطونيو دي أبريو إلى باندا، وكانوا أول الأوروبيين الذين يصلون إلى هناك أوائل عام 1512. ثم غادر قائد الفريق أبريو إلى جزيرة أمبون بينما غرق نائبه فرانسيسكو سيرايو قبالة جزيرة تيرنيت، حيث حصل على ترخيص لبناء قلعة برتغالية على الجزيرة تُسمى: Forte de São João Baptista de Ternate .
ساعدت الرسائل التي أرسلها سيرايو إلى فرناندو ماجلان، الذين كانوا أصدقاء وربما أبناء عمومة، والتي يصف فيها «جزر التوابل»، ماجلان على إقناع ملك إسبانيا لتمويل أول رحلة إبحار حول العالم. في 6 نوفمبر 1521، وصل أسطول ماجلان من الشرق إلى جزر الملوك، «موطن جميع التوابل» مبحرين بقيادة خوان سباستيان إلكانو، ليكونوا في خدمة النظام الملكي الإسباني. وقبل أن يتمكن ماجلان وسيرايو من الالتقاء في جزر الملوك، مات سيرايو على جزيرة تيرنيت، تقريبًا في نفس الوقت الذي قتل فيه ماجلان في معركة ماكتان في الفلبين.
بعد حملة ماجلان (1519-1522)، أرسل كارلوس الخامس حملة بقيادة غارثيا خوفري دي لوايسا لاستعمار هذه الجزر، مدعيًا أنها كانت في منطقته حسب معاهدة تورديسيلاس. وصلت الحملة بصعوبة إلى جزر الملوك، ورست في تيدور، حيث أسس الإسبانيون حصنًا في وقت لاحق. وكان الصراع، الذي نشب بالفعل مع البرتغاليين في تيرنيت، أمرًا لا مفر منه، مما أدى إلى هزيمة الإسبان بعد عام من القتال، وبدء عقد من الزمان تقريبًا من المناوشات على ملكية الجزر.

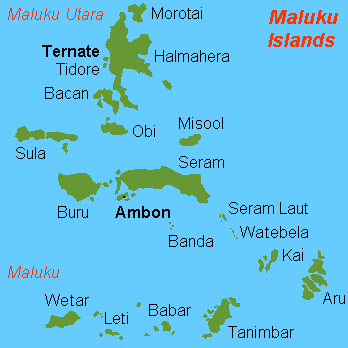
جزر الملوك والتي توضح تيرنيت وتيدور

خريطة 

### مشاورات بطليوس – إلفاس
في عام 1524 أسست كلتا المملكتين مجلس بطليوس-إلفاس لحل هذه المشكلة. للعثور على الموقع الدقيق لـ خط التنصيف 180 لتوردسيلاس، الذي سيقسم العالم إلى نصفي كرة متساويين، عيّن كل ملك ثلاثة علماء فلك ورسامي خرائط وثلاثة طيارين وثلاثة علماء في الرياضيات.
وكان لوبو هوميم (Lopo Homem)، وهو رسام خرائط برتغالي واختصاصي بوصف الكون، في المجلس، وكان ديوغو لوبيز دي سكويرا شخصًا آخر من المشاركين مع رسام الخرائط البرتغالي السابق ديوغو ريبيرو من جهة الوفد الإسباني. واجتمع المجلس عدة مرات في بطليوس وإلفاس، دون التوصل إلى اتفاق: كانت المعلومات في ذلك الوقت غير كافية لحساب الـ طول الجغرافي بدقة، وأعطت كل مجموعة الجزر إلى ملوكها. ووافق جون الثالث وكارلوس الخامس على عدم إرسال أي شخص آخر للحصول على جزر التوابل (جزر الملوك) حتى معرفة في أي نصف كرة كانت الجزر.
أرسلت البرتغال العديد من البعثات الاستكشافية بين عامي 1525 و1528 حول جزر الملوك. وأرسل حاكم تيرنيت خورخي دي مينيسي غوميز دي سكويرا وديوغو دا روشا (Diogo da Rocha) إلى الشمال، وبذلك كانوا أول الأوروبيين الذين يصلون إلى جزر كارولين، التي أطلقوا عليها اسم «جزر سكويرا». وفي عام 1526، رست سفينة خورخي دي مينيسيس على جزيرة وايجيو في بابوا غينيا الجديدة.
في 10 فبراير 1525، تزوجت أخت كارلوس الصغرى كاترين ملكة النمسا (1507 – 1578) من جون الثالث ملك البرتغال وفي 11 مارس 1526، تزوج كارلوس الخامس من أخت الملك جوان إيزابيل أفيس. وعززت هذه الأعراس المتبادلة الروابط بين الملكين، وسهلت الوصول إلى اتفاق بشأن جزر الملوك. وكان من مصلحة الإمبراطور تجنب الصراع والتركيز على سياسته الأوروبية، ولم يعرف الإسبان وقتئذ كيفية حمل التوابل من جزر الملوك إلى أوروبا مبحرين إلى الشرق (سيكتشف أندريس دي أوردانيتا طريق مانيلا أكابولكو فقط عام 1565).

## المعاهدة
حددت معاهدة سرقسطة خط التنصيف بـ 297.5 فرسخًا بحريًا (حوالي 1487 كيلومتر / 892 ميلاً بحريًا) شرق جزر الملوك ليكون الحد بين منطقتي الملكية التامة. وكانت للمعاهدة ضمانة تفيد بأن، إذا رغب الإمبراطور في أي وقت في استعادة الصفقة، فسيتم التراجع عن البيع، ويتلقى البرتغاليون الأموال التي كان عليهم دفعها وكل طرف «سيكون له الحق والتصرف كما هو الآن». ولكن لم يحدث هذا أبدًا، لأن الإمبراطور كان في حاجة ماسة لأموال البرتغاليين لتمويل حرب عصبة كونياك ضد عدوه اللدود فرانسوا الأول ملك فرنسا.
لم تقم معاهدة سرقسطة بتعديل أو توضيح خط الحدود في معاهدة تورديسيلاس، كما أنها لم تؤيد الطلب الإسباني بمساواة نصفي الكرة (180 درجة لكل منهما)، لذلك قسم الخطان الكرة الأرضية إلى نصفين غير متساويين. وكان جزء البرتغال 191° درجة تقريبًا بينما كان جزء إسبانيا 169° درجة تقريبًا. كلا الجزأين كان بهما ±4° مشكوك فيها نظرًا للتباين الكبير في الآراء المتعلقة بموقع خط تورديسيلاس.
نالت البرتغال السيطرة على جميع الأراضي والبحار غرب خط سرقسطة، بما في ذلك كل آسيا والجزر المجاورة لها التي تم «اكتشافها» حتى ذلك الوقت، تاركة لإسبانيا معظم أجزاء المحيط الهادئ. وعلى الرغم من عدم ذكر اسم جزر الفلبين في المعاهدة، إلا أن إسبانيا تخلت ضمنًا عن أية مطالبة بها لأنها كانت غرب الخط تمامًا. ومع ذلك، بحلول عام 1542، قرر الملك كارلوس الخامس استعمار الفلبين، معلنًا أن البرتغال لن تحتج بقوة لأن أرخبيل لم يكن بها توابل، لكنه فشل في محاولته. ونجح في ذلك الملك فيليب الثاني عام 1565، مؤسسًا أول مركز تجاري إسباني في مانيلا، مع معارضة الجانب البرتغالي قليلاً كما توقع والده.
ضم الجانب البرتغالي الذي أرسله الملك جواو الثالث (João)، أنطونيو دي ازيفيدو كوتينهو وديوغو لوبيز دي سكويرا ولوبو هوميم وسيماو فرنانديز، من بين آخرين. وكان المبعوثون من البرتغال، أنطونيو ازيفيدو كوتينهو، ومن إسبانيا الكونت ميركوريو جاتيني وغارسيا دي لايوسا أسقف أوسما وغارسيا دي باديلا، قائد كالاترافا.
أثبتت القياسات اللاحقة أنه وفقًا لخط الزوال العكسي (خط التنصيف 180) لتورديسيلاس، كانت جزر الملوك وكذلك الفلبين في نصف الكرة التابع للبرتغال.